# ويليام بوش
ويليام بوش (1883 في المملكة المتحدة - 5 أغسطس 1959) (بالإنجليزية: William Bush)‏ هو لاعب كريكت نيوزلندي.

## وصلات خارجية
- ويليام بوش على موقع إي آس بي آن كريك إنفو (الإنجليزية)